# Erateina xanthyala
Erateina xanthyala är en fjärilsart som beskrevs av W. Warren 1907. Erateina xanthyala ingår i släktet Erateina och familjen mätare. Inga underarter finns listade i Catalogue of Life.